# Chiltonian League
The Chiltonian League var en engelsk fotbollsliga som fanns mellan 1984 och 2000 då den gick ihop med Hellenic League. Den hade aldrig en plats i det engelska ligasystemet men framgångsrika klubbar flyttade från Chiltonian League till Combined Counties Football League och South Midlands League.

## Historia

### 1984-85
Den första säsongen bestod ligan av en enda division bestående av 17 klubbar som tidigare tävlat i Wycombe & District League.
| Säsong  | Mästare      |
| ------- | ------------ |
| 1984-85 | Holmer Green |

### 1985-95
Efter den inledande säsongen utökade man med en division till två divisioner (med bara a-lag, reservlagen behandlade man separat). Divisionerna hette från början Divisions One och Two, men efter två säsonger döptes de om till Premier Division och Division One.
| Säsong  | Division One     | Division Two         |
| ------- | ---------------- | -------------------- |
| 1985-86 | Holmer Green     | Drayton Wanderers    |
| 1986-87 | Coopers Payen    | Seer Green           |
| Säsong  | Premier Division | Division Two         |
| 1987-88 | Henley Town      | Finchampstead        |
| 1988-89 | Coopers Payen    | Mill End Sports      |
| 1989-90 | Coopers Payen    | Binfield             |
| 1990-91 | Peppard          | Letcombe             |
| 1991-92 | Peppard          | Eton Wick            |
| 1992-93 | Eton Wick        | Broadmoor Staff      |
| 1993-94 | Holmer Green     | Slough Irish Society |
| 1994-95 | Reading Town     | Denham United        |

### 1995-99
1995 slopades reserv divisionen och man övergick till en struktur med tre divisioner - Premier Division, Division One och Division Two
| Säsong  | Premier Division | Division One           | Division Two                 |
| ------- | ---------------- | ---------------------- | ---------------------------- |
| 1995-96 | Binfield         | Vansittart Wanderers   | Penn & Tylers Green reserves |
| 1996-97 | Denham United    | Eton Wick reserves     | Drayton Wanderers reserves   |
| 1997-98 | AFC Wallingford  | Cippenham Village      | Henley Town reserves         |
| 1998-99 | Eton Wick        | Finchampstead reserves | Stocklake reserves           |

### 1999-00
Med bara sex lag i Division Two säsongen 1998-99 beslutades det att den skulle läggas ned och man återgick till två divisioner. Vid 1999-2000 säsongs slut gick man ihop med och utökade Hellenic League.
| Säsong  | Premier Division | Division One       |
| ------- | ---------------- | ------------------ |
| 1999-00 | Henley Town      | Eton Wick reserves |